# Batrachoides surinamensis
Batrachoides surinamensis es una especie de pez del género Batrachoides, familia Batrachoididae. Fue descrita científicamente por Bloch & Schneider en 1801.
Se distribuye por la región del Atlántico Centro-Occidental: desde Honduras hasta el Salvador (Bahía) en Brasil. La longitud total (TL) es de 57 centímetros con un peso máximo de 2,3 kilogramos. Habita en fondos arenosos y fangosos en aguas cálidas y poco profundas y su dieta se compone de pequeños moluscos gasterópodos, crustáceos como cangrejos, camarones y también de peces. La hembra pone entre 400 y 500 huevos y puede alcanzar los 36 metros de profundidad.
Está clasificada como una especie marina inofensiva para el ser humano.